# 金東允
金東允（韓語：김동윤，1980年8月30日—），韓國男演員。其他譯名有金東倫和金東胤。

## 演出作品

### 電視劇
- 2003年：KBS《小爸爸上學去》
- 2004年：MBC《心跳變身》
- 2007年：KBS《過山南村》
- 2010年：MBC《同伊》飾演 沈云澤
- 2010年：tvN《不可思議愛上你》飾演 韓智銘
- 2012年：KBS《星星月亮摘給你》飾演 徐真玖
- 2012年：KBS《大王之夢》飾演 金舒玄（青年）金三光
- 2015年：KBS《守護家族》飾演 崔允燦
- 2023年：KBS《是金 是玉》飾演 玉才賢

### 電影
- 2012年：《兩個婚禮一個葬禮》飾演 姜閔秀

### MV
- 2000年：高孝京《如果有不錯的人介紹給我》
- 2002年：Vibe《即使恨也要再來一次》
- 2003年：Camilla《到底》
- 2004年：Ha-eun《痛苦、生氣還有抱歉》
- 2004年：GOD《普通的日子》
- 2004年：Noel《即使痛 即使痛》
- 2006年：Yarn《總是》（李世娜、俞雪婀）
- 2007年：Wonder Girls《Irony》
- 2012年：FACE《Come To Love》

## 外部連結
- 官方網站